# Křížová cesta (Temný Důl)
Křížová cesta v Temném Dole vede z vesnice Temný Důl (části obce Horní Maršov) na Starou horu ve východních Krkonoších. Vychází 200 metrů od infocentra Veselý výlet (před rokem 1952 někdejší ženský klášter) a prochází osadou Stará Hora, která je jedním z nejzachovalejších souborů lidové architektury Krkonoš s řadou původních horských chalup.

## Historie
Křížová cesta byla postavena roku 1854. Tvoří ji čtrnáct kamenných kapliček s výmalbou podél 680 metrů dlouhé a ostře stoupající lesní cesty. Cesta vede kolem Kaple svaté Anny, která patří mezi nejstarší náboženské objekty východních Krkonoš. Byla postavena Johanem Benschem a jeho manželkou Elizabetou v roce 1752. Cesta vede ke kapli, pak dál na Starou horu a končí u studánky, jejíž voda má podle pověsti léčivou moc.
Při větrné kalamitě roku 1966 byla poškozena křížová cesta, studánka i socha anděla při 14. zastavení. Během několika dalších let vandalové kamenná zastavení poničili a svrhali do údolí. Roku 1985 skupina přátel během dvou víkendů jednotlivé díly kapliček našla a sestavila do původní podoby. V letech 1999 až 2001 místní lidé a přátelé galerie a infocentra Veselý výlet opravili původní kapličku, dřevěný kříž, obnovili jednotlivá zastavení Křížové cesty, kapli svaté Anny i samotnou cestu. Obnovena byla i studánka nad kaplí na konci křížové cesty. Ze sochy anděla u studánky zůstal jen podstavec, její trosky jsou naskládány u studánky.
Původní výmalba kapliček se nedochovala, nové obrazy namaloval pražský výtvarník Aleš Lamr. Obrazy jsou abstraktní a barevné, vytvořené formou smaltových desek, jež byly do kamenných zastavení křížové cesty natrvalo zapuštěny v roce 2002.
Anenská pouť - Každoročně se Křížovou cestou vydává v neděli před svátkem Anny (26. července) procesí do kaple na bohoslužbu.